# Bębeński
Bębeński, Bębeński Potok – prawobrzeżny dopływ Czarnej Orawy uchodzący do niej w miejscowości Podwilk. W terenie jego zlewni znajduje się Rezerwat przyrody Bembeńskie. Powierzchnia zlewni wynosi 5,06 ha. Jego dopływami są Czerwony Potok i Bębeński Boczny.
Bębeński znajduje się w zlewisku Morza Czarnego. Cały bieg potoku znajduje się na Pogórzu Orawsko-Jordanowskim.